# Gare de Muizon
Gare de Muizon – przystanek kolejowy w miejscowości Muizon, w departamencie Marna, w regionie Grand Est, we Francji. Jest zarządzana przez SNCF i obsługiwana przez pociągi TER Grand Est.

## Położenie
Znajduje się na linii Soissons – Givet, na km 44,300 pomiędzy stacjami Jonchery-sur-Vesle i Reims, na wysokości 72 m n.p.m.

## Linie kolejowe
- Linia Soissons – Givet